# Claudio Biaggio
Claudio Biaggio (Santa Rosa, 2 juli 1967) is een Argentijns voetbalcoach en voormalig voetballer.

## Argentijns voetbalelftal
Biaggio debuteerde in 1995 in het Argentijns nationaal elftal en speelde één interland.